# Tunisien i olympiska sommarspelen 1984
Tunisien deltog i de olympiska sommarspelen 1984 med en trupp bestående av 23 deltagare. Ingen av landets deltagare erövrade någon medalj.

## Boxning
Fjädervikt
- - Noureddine Boughani
  - Första omgången — Bye
  - Andra Rouomgångend — Förlorade mot Satoru Higashi (Japan), 1:4

Lätt weltervikt
- Lofti Belkhir
  - Första omgången — Bye
  - Andra omgången — Besegrade Kunihiro Miuro (Japan), 4:1
  - Tredje omgången — Besegrade Roshdy Armanios (Egypten), 5:0
  - Kvartsfinal — Förlorade mot Mircea Fulger (Rumänien), 0:5

Weltervikt
- Khemais Refai
  - Första omgången — Bye
  - Andra omgången — Besegrade Konrad König (Österrike), RSC-1
  - Tredje omgången — Förlorade mot Genaro Léon (Mexiko), 2:3

## Friidrott
Herrarnas 5 000 meter
- Fethi Baccouche
  - Heat — fullföljde inte (→ gick inte vidare)